# Fletcher (Sängerin)

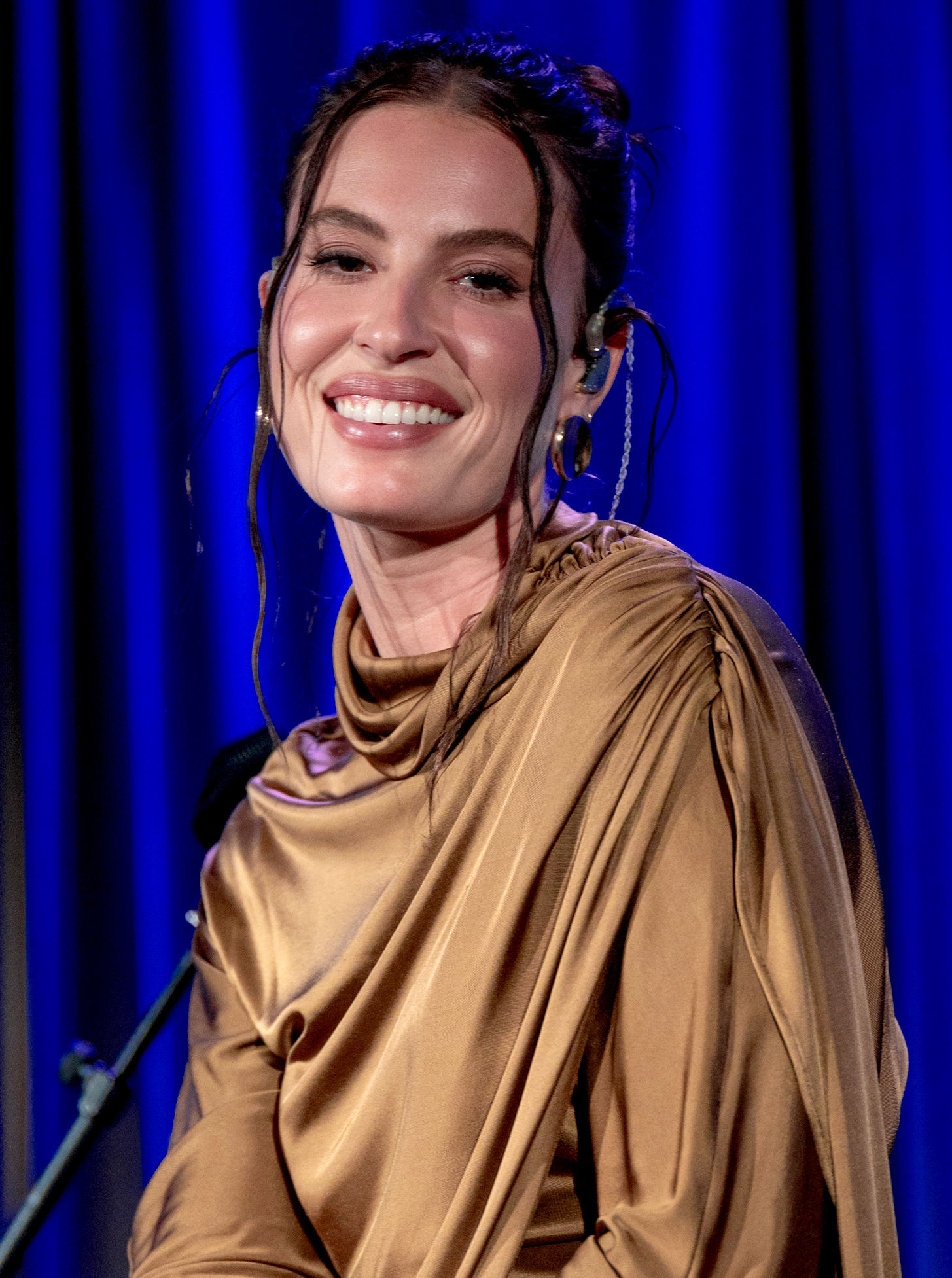
Fletcher (2024)

Cari Elise Fletcher (* 19. März 1994 in Asbury Park, New Jersey), bekannt unter ihrem Nachnamen (stilisiert als FLETCHER), ist eine US-amerikanische Popsängerin.
Fletcher wurde in die Forbes-Liste 2022 30 unter 30 aufgenommen.

## Leben
Fletcher wurde in Asbury Park, New Jersey, als Tochter von Bob und Noreen (geb. Napolitani) Fletcher geboren. Ihr Vater besaß mehrere Autohäuser und ihre Mutter war Flugbegleiterin. Mit fünf Jahren begann sie, Gesangsunterricht zu nehmen.
Fletcher besuchte die Wall High School in der Nähe von Wall Township in New Jersey, wo sie Frauenvolleyball spielte. Nach dem Abitur besuchte sie das Clive Davis Institute of Recorded Music an der New York University (NYU). Sie nahm eine einjährige Beurlaubung und zog nach Nashville, Tennessee, um sich ganztägig der Musik zu widmen, schloss jedoch 2016 die NYU ab. Sie lebt in Los Angeles.
Sie bewarb sich bei der ersten Staffel von X Factor, in der sich die Band Lakoda Rayne bildete. Sie veröffentlichten am 18. September 2012 die Single Emergency Break. Nach dem Ausstieg zweier Mitglieder gab Fletcher am 6. Juni 2014 bekannt, dass sich die Band endgültig im Guten getrennt habe und sie sich auf ihre Solokarriere konzentrieren wolle. Sie entschied sich parallel für ein Studium am Clive Davis Institute of Recorded Music der New York University (NYU), wo sie 2016 ihren Abschluss erlangte.
Fletcher ist Teil der LGBTQ+-Community, was sie auch in ihren Liedern thematisiert. Trennungen sind in ihrer Musik ein weiteres Thema.
Von 2016 bis 2020 war Fletcher mit der YouTuberin Shannon Beveridge zusammen. 2017 spielte Beveridge in dem Musikvideo zu ihrer Single „Wasted Youth“ mit. Fletchers dritte EP The S(ex) Tapes, die 2020 veröffentlicht wurde, war von den Folgen ihrer Trennung inspiriert. Beveridge filmte und führte Regie bei allen Musikvideos für die EP, einschließlich Sex (With My Ex).  Im Juli 2022 veröffentlichte Fletcher die Single „Becky's So Hot“ über Beveridges aktuelle Freundin. Fletcher unterstützt Organisationen wie GLAAD, The Trevor Project und It Gets Better aktiv.
Im März 2017 sagte sie Billboard: „Ich identifiziere mich definitiv mit der LGBTQ-Community, aber soweit es darum geht, ein Label wie schwul, hetero, bisexuell, lesbisch, queer zu verwenden … es liegt alles in der Familie und im Spektrum und in der Sexualität und Geschlecht ist nicht schwarz und weiß. Es ist ein Spektrum, in das wir alle irgendwo auf der Welt fallen. So fühle ich mich wohl, mich auszudrücken – zu lieben, wen ich lieben möchte und zu wem ich mich hingezogen fühle.“ Im Dezember 2021 erklärte Fletcher, dass sie sich als queer identifiziert und „von starker weiblicher Energie angezogen wird, die eher Frauen sind als nicht“.

## Karriere

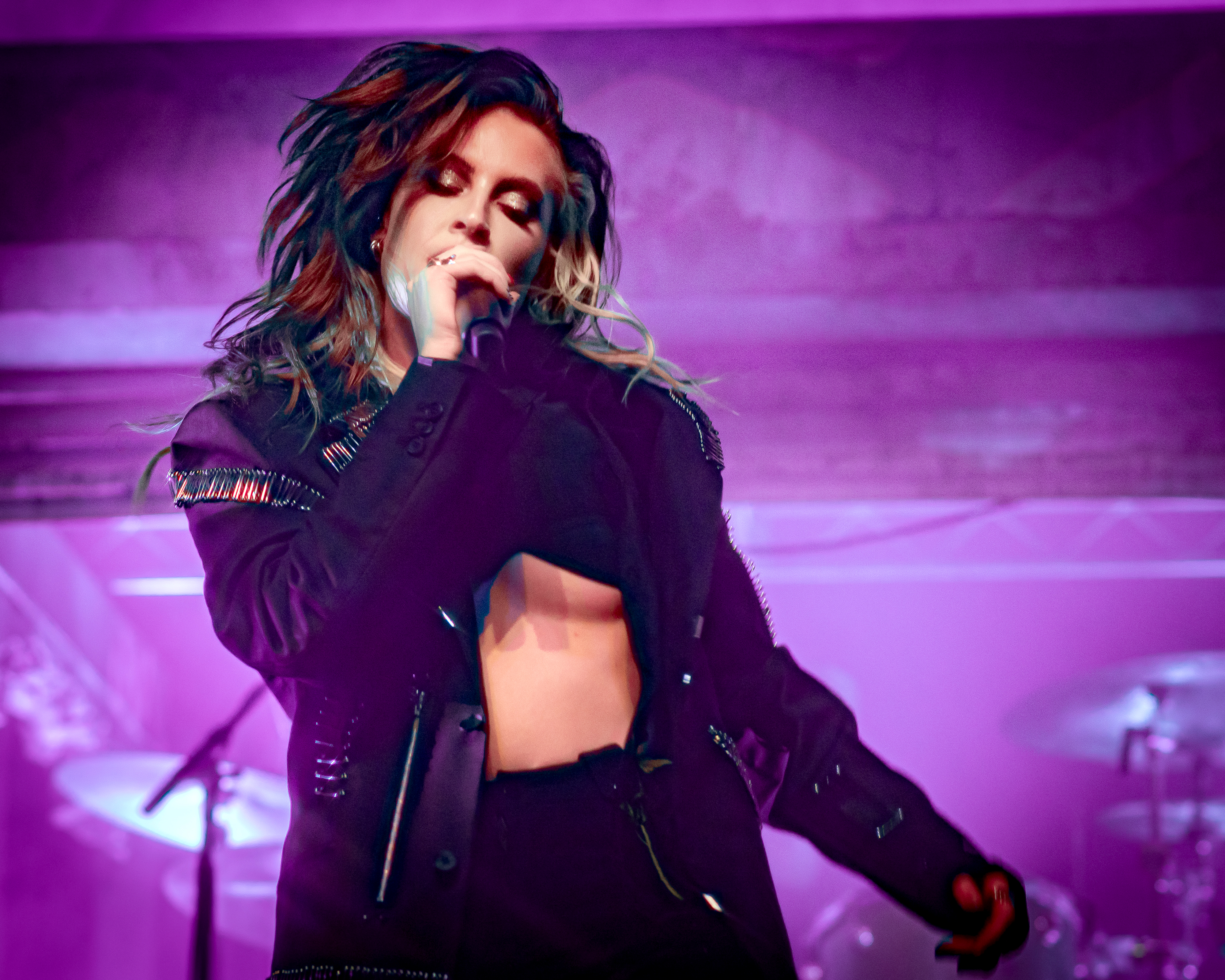
Fletcher (2022)

Ihre Debütsingle War Paint erschien im Juni 2015.
Der Durchbruch gelang Fletcher mit ihrer im Januar 2019 veröffentlichten Single Undrunk. Sie stieg damit zum ersten Mal in die Billboard Hot 100 ein und war die Nr. 1 in den viralen US-Charts auf Spotify.
Undrunk erreichte mehr als 170 Millionen Streams auf Spotify. Ihren ersten EP Finding Fletcher veröffentlichte sie noch ohne Label. Seit 2018 ist sie bei Capitol Records unter Vertrag.  Der zweite EP You Ruined New York City for Me erschien im August 2019. Das Album wurde von Malay produziert, der zuvor mit Künstlern wie Frank Ocean oder Lorde zusammenarbeitete.
2022 veröffentlichte sie ihr Debütalbum Girl of My Dreams. Im Januar 2023 verkörperte sich Fletcher in der siebten Episode der dritten Staffel von The L Word: Generation Q selbst in einer Gastrolle. Ihr zweites Studioalbum In Search of the Antidote stieg im März 2024 auf Rang 3 in den US Billboard Top Album Sales Charts ein.

## Diskografie
Studioalben
- 2022: Girl of My Dreams
- 2024: In Search of the Antidote

EPs
- 2016: Finding Fletcher
- 2019: You Ruined New York City for Me
- 2020: The S(ex) Tapes

Singles
- 2015: War Paint
- 2016: Live Young Die Free
- 2016: Avalanche
- 2016: Wasted Youth
- 2017: You Should Talk
- 2018: I Believe You
- 2019: Undrunk
- 2019: If You're Gonna Lie
- 2019: About You
- 2019: One Too Many
- 2020: Forever
- 2020: Bitter (mit Kito, UK: Silber, US: Platin)
- 2020: If I Hated You
- 2020: Feel
- 2020: The One
- 2020: Last Laugh
- 2021: On Fire Again
- 2021: She Said
- 2021: Healing
- 2021: Girls Girls Girls
- 2021: Cherry (mit Hayley Kiyoko)
- 2022: Her Body Is Bible
- 2022: Becky’s So Hot
- 2022: Sting
- 2022: Better Version
- 2022: Suckerpunch
- 2022: Silent Night
- 2023: Eras Of Us
- 2024: Lead Me On
- 2024: Doing Better

## Auszeichnungen für Musikverkäufe
| Goldene Schallplatte - Brasilien - 2024: für die Single Bitter - Kanada - 2019: für die Single Undrunk - 2021: für die Single Bitter |

Anmerkung: Auszeichnungen in Ländern aus den Charttabellen bzw. Chartboxen sind in ebendiesen zu finden.
| Land/RegionAuszeichnungen für Musikverkäufe (Land/Region, Auszeichnungen, Verkäufe, Quellen) | Silber  | Gold     | Platin     | Verkäufe  | Quellen             |
| -------------------------------------------------------------------------------------------- | ------- | -------- | ---------- | --------- | ------------------- |
| Brasilien (PMB)                                                                              | —       | Gold1    | —          | 20.000    | pro-musicabr.org.br |
| Kanada (MC)                                                                                  | —       | 2× Gold2 | —          | 80.000    | musiccanada.com     |
| Vereinigte Staaten (RIAA)                                                                    | —       | —        | 2× Platin2 | 2.000.000 | riaa.com            |
| Vereinigtes Königreich (BPI)                                                                 | Silber1 | —        | —          | 200.000   | bpi.co.uk           |
| Insgesamt                                                                                    | Silber1 | 3× Gold3 | 2× Platin2 |           |                     |

## Tourneen
Headliner
- 2017: Finding Fletcher Tour
- 2019: You Ruined New York City For Me Tour
- 2020: Fletcher 2020 Tour
- 2022: Girl of My Dreams North American Tour
- 2024: In Search Of The Antidote Tour

Eröffnungsact
- 2019: Lany – Malibu Nights World Tour
- 2020: Niall Horan – Nice to Meet Ya Tour mit Lewis Capaldi
- 2023: Panic! at the Disco – Viva Las Vengeance Tour in Europa und UK